# Muralles de Benicarló
Les muralles de Benicarló, a la comarca del Baix Maestrat (País Valencià), són unes poques restes del recinte emmurat, catalogat de manera genèrica com a Bé d'Interès Cultural, amb el codi: 12.03.027-010.

## Història
Es considera l'origen de Benicarló en la alquería àrab de “Beni-Gal” o “Bani Gazlun”, dependent de Peníscola. Les tropes cristianes reconqueriren aquesta zona abans de 1236, ja que en aquesta data Fernando Pérez de Pina li atorgava a l'assentament carta de poblament a fur de Saragossa. La zona era coneguda com a “Beni Castlo” i seguia sota dependència del castell de Peníscola, ja que fins a 1522 no va aconseguir categoria de vila.
Se sap que l'any 1564 la població estava emmurallada, ja que existeixen documents, un gravat que acompanya un text de Martín de Viciana d'aquest any, que així ho testifiquen.
És per això que es considera que es tracta d'un recinte emmurallat de fundació cristiana després de la reconquesta de la zona.
Segons informa el mateix ajuntament de la població les muralles van ser derrocades en 1707, ja que van deixar de tenir utilitat defensiva i limitaven el creixement de la població, quedant tan sols les restes que es van ser utilitzant com a parets de les construccions d'habitatges que en elles s'adossaven.

## Descripció
Les restes que poden observar-se en l'actualitat es localitzen fonamentalment en el nucli urbà antic, en concret entre els carrers Ferreres Bretó, Sant Francesc, Olivella, entre d'altres.
Segons els documents existents es pot afirmar que es tractava d'un recinte quadrat, que conformava el que es coneixia com a “volta al mur”, volta al mur, que coincideix amb els carrers en les quals en l'actualitat es poden apreciar les poques restes que d'aquestes muralles queden.
El recinte emmurallat estava articulat, com solia fer-se en les poblacions emmurallades després de la seva reconquesta, mitjançant dos eixos perpendiculars que en aquest cas eren els carrers Major i la de Sant Joan.